# Aire d'attraction de Cluses
L'aire d'attraction de Cluses est un zonage d'étude défini par l'Insee pour caractériser l’influence de la commune de Cluses sur les communes environnantes. Publiée en octobre 2020, elle se substitue à l'aire urbaine de Cluses, qui comportait 25 communes dans le zonage de 2010.

### Carte

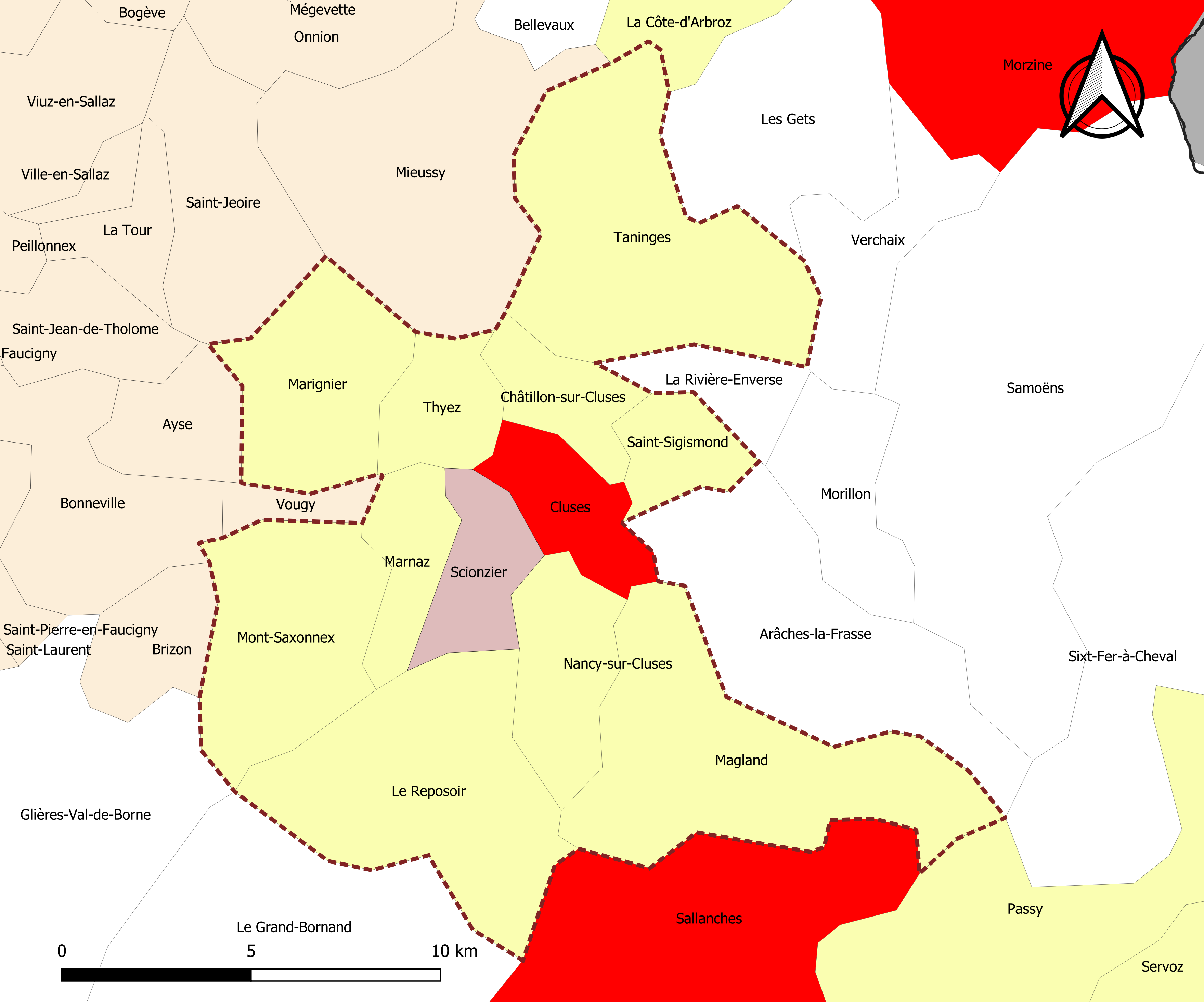
Carte de l'aire d'attraction de Cluses.
Commune-centre
Commune du pôle principal
Commune de la couronne

## Définition
L'aire d'attraction d'une ville est composée d’un pôle, défini à partir de critères de population et d’emploi ainsi que d’une couronne constituée des communes dont au moins 15 % des actifs travaillent dans le pôle. Le pôle d’attraction constitue ainsi un point de convergence des déplacements domicile-travail,.

## Géographie
L’aire d'attraction de Cluses est une aire intra-départementale qui comporte 12 communes dans la Haute-Savoie. 

### Composition communale
| Nom                     | Code Insee | Département  | Statut                    | Superficie (km2) | Population (dernière pop. légale) | Densité (hab./km2) | Modifier                                    |
| ----------------------- | ---------- | ------------ | ------------------------- | ---------------- | --------------------------------- | ------------------ | ------------------------------------------- |
| Cluses (commune-centre) | 74081      | Haute-Savoie | commune-centre            | 10,46            | 17 366 (2022)                     | 1 660              | modifier les données · modifier les données |
| Scionzier               | 74264      | Haute-Savoie | commune du pôle principal | 10,62            | 9 074 (2022)                      | 854                | modifier les données · modifier les données |
| Châtillon-sur-Cluses    | 74064      | Haute-Savoie | commune de la couronne    | 9,18             | 1 215 (2022)                      | 132                | modifier les données · modifier les données |
| Magland                 | 74159      | Haute-Savoie | commune de la couronne    | 40,32            | 3 242 (2022)                      | 80                 | modifier les données · modifier les données |
| Marignier               | 74164      | Haute-Savoie | commune de la couronne    | 19,97            | 6 432 (2022)                      | 322                | modifier les données · modifier les données |
| Marnaz                  | 74169      | Haute-Savoie | commune de la couronne    | 9,02             | 5 920 (2022)                      | 656                | modifier les données · modifier les données |
| Mont-Saxonnex           | 74189      | Haute-Savoie | commune de la couronne    | 26,28            | 1 637 (2022)                      | 62                 | modifier les données · modifier les données |
| Nancy-sur-Cluses        | 74196      | Haute-Savoie | commune de la couronne    | 14,22            | 466 (2022)                        | 33                 | modifier les données · modifier les données |
| Le Reposoir             | 74221      | Haute-Savoie | commune de la couronne    | 37,36            | 559 (2022)                        | 15                 | modifier les données · modifier les données |
| Saint-Sigismond         | 74252      | Haute-Savoie | commune de la couronne    | 7,92             | 649 (2022)                        | 82                 | modifier les données · modifier les données |
| Taninges                | 74276      | Haute-Savoie | commune de la couronne    | 42,66            | 3 501 (2022)                      | 82                 | modifier les données · modifier les données |
| Thyez                   | 74278      | Haute-Savoie | commune de la couronne    | 9,81             | 6 344 (2022)                      | 647                | modifier les données · modifier les données |

## Démographie
Cette aire est catégorisée dans les aires de 50 000 à moins de 200 000 habitants, une catégorie qui regroupe 18,4 % de la population au niveau national,.